# 簗田優
簗田 優（やなたすぐる、1978年 - ）は、日本の経済学者。日本大学商学部准教授。平成24年度証券経済学会優秀賞受賞。金融論、証券市場論を専門とし、住宅金融に関する論文や著書がある。

## 略歴
1978年 東京都板橋区生まれ。2002年 獨協大学外国語学部卒業。卒業後は民間企業等を経験し、2011年に 博士（経済学）の学位を取得。2011年 中央大学経済研究所客員研究員となり、2012年より 和歌山大学経済学部講師、2014年 和歌山大学経済学部准教授。2021年より日本大学商学部准教授。

## 著書
- 『証券化と住宅金融―イギリスの経験―』時潮社　2011年6月。※平成24年度 証券経済学会賞優秀賞[2]
- 『イギリス住宅金融の新潮流』（斉藤美彦との共著）時潮社  2010年10月。